# 克雷格·比爾科
克雷格·比爾科（Craig Bierko，1964年8月18日—）是美國的一位演員和歌手。比爾科出生在紐約州，他的母親是一位改信天主教的猶太人，比爾科非常自豪他的猶太血統 His surname is Polish.。他曾就讀於波士頓大學。